# Dorothea Charlotte von Brandenburg-Ansbach

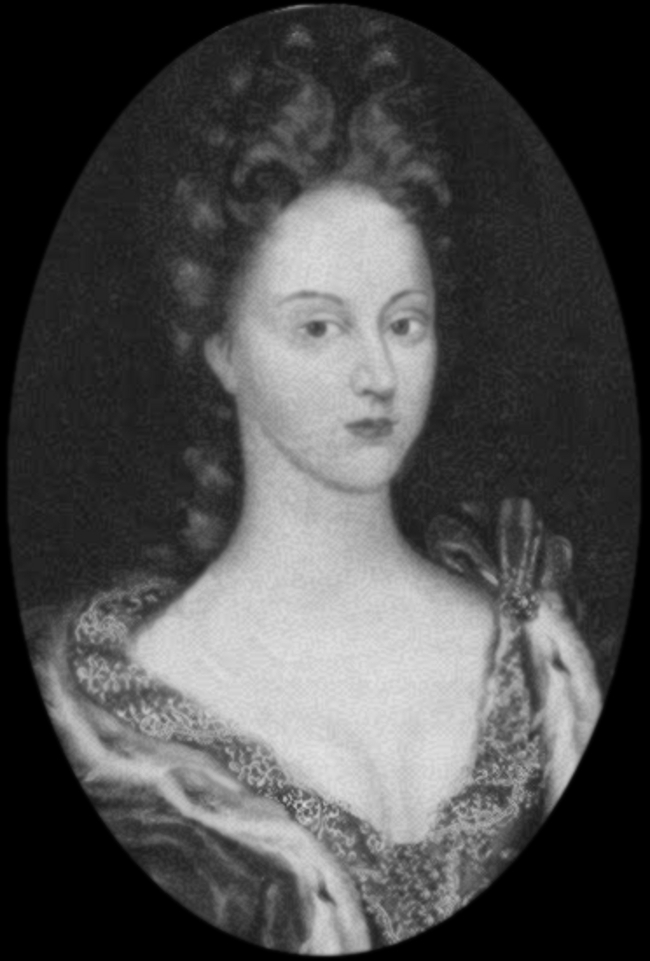
Dorothea Charlotte von Brandenburg-Ansbach

Dorothea Charlotte von Brandenburg-Ansbach (* 28. November 1661 in Ansbach; † 15. November 1705 in Darmstadt) war durch Heirat Landgräfin von Hessen-Darmstadt.

## Leben
Dorothea Charlotte war eine Tochter des Markgrafen Albrecht von Brandenburg-Ansbach (1620–1667) aus dessen zweiter Ehe mit Sophie Margarete (1634–1664), Tochter des Grafen Joachim Ernst zu Oettingen-Oettingen.
Am 1. Dezember 1687 heiratete sie in Darmstadt den Landgrafen Ernst Ludwig von Hessen-Darmstadt. Dieser stand noch bis in das darauffolgende Jahr unter Regentschaft seiner Mutter Elisabeth Dorothea von Sachsen-Gotha-Altenburg.
Dorothea Charlotte, eine entschiedene Pietistin, hatte wesentlichen Einfluss auf ihren Gemahl, vor allem in religiösen Fragen. Ihr gelang es in enger Zusammenarbeit mit Philipp Jacob Spener, den Pietismus, dessen Schutzherrin sie wurde, an Hof und Landesuniversität entscheidend zu fördern. Nach dem Tod von Dorothea Charlotte wandte sich Ernst Ludwig deutlich vom Pietismus ab. Die Landgräfin wurde in der Fürstengruft der Stadtkirche Darmstadt bestattet.

## Nachkommen
Aus ihrer Ehe hatte Dorothea Charlotte folgende Kinder:
1. Dorothea Sophie (1689–1723)  ⚭ 1710 Graf Johann Friedrich II. von Hohenlohe-Öhringen (1683–1765)
2. Ludwig VIII. (1691–1768), Landgraf von Hessen-Darmstadt ⚭ 1717 Gräfin Charlotte von Hanau-Lichtenberg (1700–1726)
3. Karl Wilhelm (1693–1707)
4. Franz Ernst (1695–1716)
5. Friederike Charlotte (1698–1777) ⚭ 1720 Landgraf Maximilian von Hessen-Kassel (1689–1753)